# Îles Sangihe
Ne doit pas être confondu avec Kabupaten des îles Sangihe.
Les îles Sangihe, en indonésien Kepulauan Sangihe, forment un archipel d'Indonésie.

## Géographie
Les îles Sangihe se trouvent dans le Nord-Est de l'Indonésie, dans le prolongement de la péninsule septentrionale de Célèbes, en direction des Philippines situées au nord. Elles se situent en  mer de Célèbes et sont baignées par la mer des Moluques à la pointe sud de Sangihe Besar. 
Les 105 îles de l'archipel éparpillées sur 200 km dans un axe nord-sud, totalisent 1 056 km2 de superficie. Seules 26 de ces îles sont habitées dont les plus grandes : Siau, Tagulandang, Biaro et Sangir, la plus étendue. 
Le point culminant de cet archipel volcanique est le Karangetang s'élevant à 1 827 mètres d'altitude sur Siau.

## Démographie
En 2005, la population s'élève à 240 000 habitants pour une superficie de 1 056 km2, soit une densité est de 227,27 hab./km2.

## Histoire

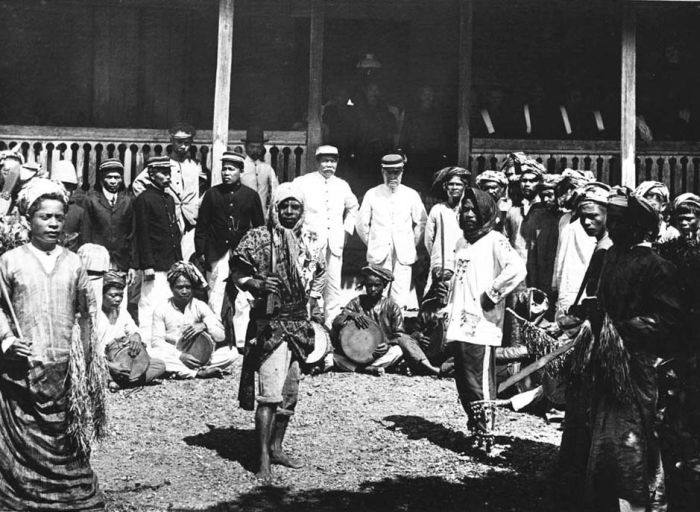
Le prince de Tahuna et sa suite en visite auprès des autorités coloniales néerlandaises vers 1910.

La découverte de l'archipel remonte à la préhistoire.